# キヤノンソフト情報システム
キヤノンソフト情報システム株式会社は、通信分野のパッケージ開発およびシステム構築を手掛けていた、キヤノングループのシステムインテグレーター（メーカー系）。旧社名は蝶理情報システムであり、蝶理グループの蝶理コム、および蝶理の大口取引先であった東レ・旭化成両社の出資を受けていたが、2007年にキヤノングループへ移行した。
2013年、キヤノンソフトウェアに吸収合併された。

## 主な事業
- ホストエミュレータ
- EDI
- CTI
- Webメール
- Web会議

## 沿革
- 1983年 - 会社設立
- 1985年 - コンピューター・ネットワーク・サービスを吸収合併
- 1993年 - 通産省よりシステムインテグレータ（SI）企業認定
- 2005年 - ISO9001認証取得
- 2006年 - 公的介護保険の事業者向けソフトウェア事業を株式会社フォーエヴァーとして分社化し、MBOにより同社との資本関係を解消
- 2007年 - キヤノンソフトウェア、およびキヤノンマーケティングジャパンへ資本移動
- 2010年 - キヤノンソフトウェアによる完全子会社化
- 2013年 - キヤノンソフトウェアが吸収合併